# John Noakes
John Noakes (Shelf, Halifax, 6 de março de 1934 – Andratx, Espanha, 28 de maio de 2017) foi um ator, apresentador e personalidade televisiva britânico, mais conhecido por ter sido o apresentador do programa infantil da BBC Blue Peter nas décadas de 60 e 70. Ele é o apresentador a comandar por mais tempo o programa, durante doze anos e seis meses.
Morreu em 28 de maio de 2017, em sua casa em Palma de Maiorca, Espanha, como consequência da Doença de Alzheimer.